# Burgruine Eberburg
Die Burgruine Eberburg, auch Burg Ebermannsdorf genannt, ist die Ruine einer Höhenburg im Wald auf 425 m ü. NN oberhalb der Gemeinde Ebermannsdorf im Landkreis Amberg-Sulzbach in Bayern. Die Anlage wird als Bodendenkmal unter der Aktennummer D-3-6637-0120 im Bayernatlas als „archäologische Befunde im Bereich der mittelalterlichen Burgruine von Ebermannsdorf“ geführt. Ebenso ist sie unter der Aktennummer D-3-71-118-5 als denkmalgeschütztes Baudenkmal von Ebermannsdorf verzeichnet.

## Geschichte
Die Burg war Stammsitz des Edelsgeschlechts der Ebermannsdorfer, die erstmals im Jahr 1079 erwähnt wurden. 1123 erschien ein Razo von Ebermannsdorf und 1129 ein Wirnt von Ebermannsdorf in Urkunden des Klosters Ensdorf; es wird erstmals eine Kapelle „St. Johannes der Täufer“ in der Anlage erwähnt. 1309 dürfte das Geschlecht mit Albert von Ebermannsdorf ausgestorben sein. 1364 wurde ein Dietrich Tanlacher und 1464 sowie 1476 ein Jacob Kemnater genannt.
Über die Geschichte der Burg ist nur wenig bekannt; vermutlich siedelten die Bewohner im 18. Jahrhundert in das etwas tiefer gelegene Schloss Ebermannsdorf um, das im 20. Jahrhundert umfangreich saniert wurde.

## Beschreibung

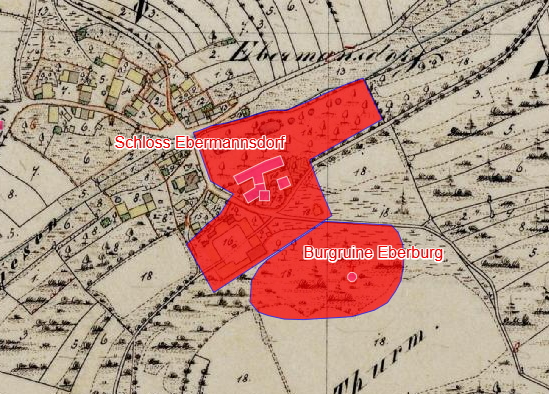
Lageplan von Burg und Schloss Ebermannsdorf auf dem Urkataster von Bayern

Von der einstigen Burganlage mit den ursprünglichen Ausmaßen von 23 mal 24 Meter, umgeben mit einer Ringmauer, sind nur noch der 16 Meter hohe achteckige vermutlich fünfstöckige Bergfried (Wohnturm) aus Kalkstein-Quadern mit dem Hocheingang in 4 Meter Höhe, sowie geringe Mauerreste erhalten. Der erste Stock verfügte über einen Kamin und einen Abort. Der Raum zwischen den Mauern war mit Bruchstein und Mörtel gefüllt. Der Turm ist der älteste erhaltene polygonale Bergfried in Bayern. Spuren von Mauerwerk in Fischgrät-Bauweise weisen auf einen Vorgängerbau der Burg hin.